# Alchemilla grossheimii
Alchemilla grossheimii é uma espécie de rosácea do gênero Alchemilla, pertencente à família Rosaceae.